# Natasja
Natasja Saad (Little T eller Natasja, (født 31. oktober 1974 i København, død 24. juni 2007 i Spanish Town, Jamaica) var en dansk sanger og Deejay. En Deejay er det Jamaicanske svar på en rapper, og kan groft kaldes en blanding af rap og sang, selvom de to er opstået hver for sig.

## Tidlige karriere
Natasja sang og DJede allerede som 13-årig i København, hvor hun gjorde sig bemærket sammen med Karen Mukupa, McEmzee og DJ Kruzh'em i bandet No Name Requested. I den periode optrådte hun sammen med Queen Latifah og Dr. Baker. Men i 1998 styrtede hun på hest under sin uddannelse til jockey. Det lagde en dæmper på hendes karriere.

## Karriere
I sommeren 2004 udgav hun 12"-pladen Cover Me, senere 7" Summercute og i 2005 cd'en Release. Samme år medvirkede hun på Bikstok Røgsystems nok største hit Cigar som Lille T. I 2006 vandt hun reggaekonkurrencen Irie FM Big Break Contest i Jamaica med sangen 45 Questions som den første ikke-jamaicaner. Præmien var pladekontrakt, musikvideo, fotosession og et job til Reggae Sumfest-festivalen, hvor bl.a. 50 Cent og Rihanna optrådte. Natasjas første hit, Mon De Reggae, var bygget på Rihannas hit Pon de Replay.
I 2007 medvirkede hun i Betty Nansen Teatrets opsætning af stykket Købmanden, en moderne fortolkning af Købmanden i Venedig af William Shakespeare, sammen med Jonatan Spang, Nicolas Bro, Laura Bro, Omar Marzouk og Blæs Bukki. Senest medvirkede hun på soundtracket til komediefilmen Fidibus af Hella Joof med titelnummeret Op med ho’det. På albummet medvirker også andre kendte rappere som Joe True, Jokeren, Bikstok Røgsystem, Ataf, Geolo Geo, Tue Track og U$O.
Ved siden af musikken dyrkede Natasja hestesport. Da hun var yngre underviste hun i ridning, inden hun tog en uddannelse som jockey hos galoptræner Søren Jensen på Klampenborg Galopbane. Efter et voldsomt styrt i 1998 under træning, hvor hun knuste sin hofte, var hun plaget af smerter. Det stoppede hendes jockeykarriere midlertidigt. I 2002 fik hun en ny hofte og genoptog karrieren. Natasjas store gennembrud som jockey kom i 2002, da hun som første kvinde nogensinde vandt et galopløb i Sudan. Hun gentog succesen i 2004 og synger selv om det i sangen "I Danmark er jeg født: Fuld galop i den varme ørkenvind. Hesten den er døbt og købt, af Bin Laden, jeg vinder løb Som første kvinde og Sudan er over ende...". Herefter stoppede Natasja dog sin jockeykarriere for at hellige sig musikken 100 procent.

## Død
Natasja døde d. 24. juni 2007 i en trafikulykke på Jamaica. Hendes ven, sangeren Karen Mukupa, var også i bilen, men slap heldigere.
Ulykken skyldtes formentligt, at chaufføren var beruset og påvirket af marihuana. Chaufføren blev dog aldrig alkohol- eller narkotikatestet, da det er imod jamaicansk lov at teste personer senere end to timer efter en ulykke.
Da Natasja døde, mente mange, at det var et særligt smertefuldt tab for Danmarks musik- og underholdningsverden, ikke blot på grund af Natasjas usædvanligt engagerende personlighed, men også fordi hun endnu stod foran en karriere, der efter både tidligere forsinkelser og åbenbar medvind, forekom opadgående. Efter hendes død steg hendes pladesalg da også, dog uden at det kan konkluderes, at hun er blevet mere populær.
Natasja er begravet på Assistens Kirkegård i København.
Efter Natasjas død udkom hendes sidste album, I Danmark er jeg født. Det fik generelt gode anmeldelser. På det, der ville have været hendes 33-års fødselsdag, fik hun opkaldt gaden ved smedjen på Christiania efter sig: Natasjas Gade. Ligeledes blev der lavet en mindegraffiti langs den nordligste del af kajen ud for Havneparken på Islands Brygge.
Efteråret 2008 udkom albummet "Shooting Star", som er et engelsksproget album Natasja indspillede samtidigt med "I Danmark er jeg født".
Især sangen Calabria er blevet meget kendt i de britiske diskoteker.

## Udgivelser og medvirken
- Release (2005) udgivet 2 april (2005)
- Købmanden – Teater opført på Betty Nansen Teater (2006)
- I Danmark er jeg født (udgivet posthumt 24. september 2007)
- Shooting Star (udgivet 22. september 2008)
- Gi' os Christiania tilbage - I Danmark er jeg født remixed (udgivet 27. maj 2013)

### Singler
- 2003: "Colors of My Mind" 12" (Mega Records)
- 2003: "Real Sponsor" 12" (Food Palace Music)
- 2004: "Summer Cute" 7" (Food Palace Music)
- 2004: "My Dogg /45 Questions" (Tuff Gong Distr.)
- 2005: "Op med Hovedet" CD single (Copenhagen Records)
- 2005: "Købmanden" (BMG)
- 2006: "Mon De Reggae"
- 2007: "Calabria 2007" (med Enur)
- 2007: "Long Time" 7" (Sly & Robbie)
- 2007: "Gi' Mig Danmark Tilbage"
- 2007: "I Danmark er jeg født"
- 2008: "Better than dem (ft Beenie man)"
- 2008: "Fi Er Min"
- 2008: "Ildebrand I Byen"
- 2008: "Dig og Mig"
- 2013: "Money and Tings" (Tiger Records)
- 2020: “Til Banken” (feat. Karen Mukupa & Tessa)
- 2021: "Selvtillid"